# سانتياغو باز
سانتياغو باز (بالإسبانية: Santiago Paz)‏ (6 أكتوبر 1996 في الأرجنتين - ) هو لاعب كرة قدم أرجنتيني في مركز الوسط.

## وصلات خارجية
- سانتياغو باز على موقع قاعدة بيانات كرة القدم.إي يو (الإنجليزية)
- سانتياغو باز على موقع Soccerway.com (الإنجليزية)